# La coniglietta di casa
La coniglietta di casa (The House Bunny) è un film del 2008 di Fred Wolf, scritto dalle stesse sceneggiatrici de La rivincita delle bionde.

## Trama

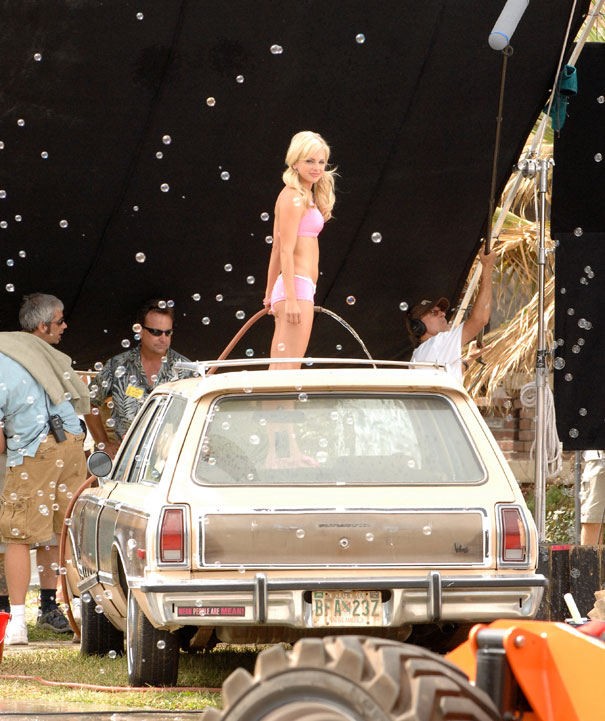
Anna Faris sul set

Shelley, coniglietta di Playboy, viene cacciata dalla lussuosa Mansion di Hugh Hefner poiché, raggiunta l'età di 27 anni, viene considerata ormai fuori dagli standard della rivista. Si ritroverà così "dalle stelle alle stalle", senza una casa e dovendo rinunciare di colpo a tutti i privilegi a cui era abituata. Nella ricerca di una sistemazione viene snobbata da Phis, la leader delle ragazze della confraternita studentesca femminile Phi Iota Mu, perché non è una studentessa; tale confraternita è formata da ragazze a cui Shelley sente di somigliare poiché popolari, carine e simpatiche.
Viene quindi indirizzata verso un'altra confraternita, la Zeta Alpha Zeta, che è sul punto di chiudere per mancanza d'iscrizioni. Le consorelle, non sono solo poche, ma anche sciatte e poco socievoli. Shelly si propone come direttrice, anima la casa organizzando feste, spinge le ragazze a cambiare mentalità e modo di porsi, aiutandole ad uscire dal guscio in cui si erano chiuse e facendo diventare il loro gruppo molto ricercato nel campus.
Nel momento in cui iniziano a ricevere le richieste di iscrizione alla loro confraternita e si ritrovano a fare commenti sull'aspetto fisico delle aspiranti consorelle, si rendono conto di essere diventate quello che odiavano inizialmente, snob e alla moda. E di questo incolpano Shelley, che se ne va in lacrime e decide a questo punto di dare corso alla richiesta di Hefner di ritornare alla vita di prima.
Capisce però che è molto legata alle ragazze e quando, nella sessione del Consiglio del campus, la Zeta rischia di perdere il suo status di confraternita studentesca femminile a causa di un sabotaggio di Phis alla lista di assunzione, Shelley fa un discorso sincero su come lei si senta realmente e su quello che la sua esperienza con la Zeta le ha insegnato in materia di amore e accettazione, spingendo così 30 ragazze tra il pubblico ad unirsi a loro e salvare così la congregazione.

## Produzione

### Riprese
Le riprese sono iniziate nell'estate del 2007. 
Nel film recitano (nel ruolo di se stessi Hugh Hefner, i giocatori di football americano Shaquille O'Neal, Matt Leinart, Sean Salisbury, le modelle Holly Madison, Bridget Marquardt, Kendra Wilkinson, Jillian Grace e le conigliette Sara Jean Underwood, Lauren Michelle Hill e Hiromi Ōshima, 

## Distribuzione
Il film è uscito nelle sale statunitensi il 22 agosto 2008, mentre in Italia il 5 dicembre del medesimo anno.

## Citazioni e riferimenti
- Nel film c'è una piccola parodia di Forrest Gump: quando Shelley invita Joanne a correre dietro ad un ragazzo, le urla: «Corri, Joanne, corri!», ed a Joanne si rompe il busto che indossa; la scena rimanda a quando, in Forrest Gump, Jenny urla a Forrest: «Corri, Forrest, corri!», mentre dei ragazzi lo rincorrevano.
- Durante il primo appuntamento tra Oliver e Shelley quest'ultima vede un tombino fumante e, avendo un vestito bianco, cerca di ricreare la scena di Marilyn Monroe nel film Quando la moglie è in vacanza per sedurre Oliver, ma si scotta col vapore caldo rovinando l'effetto.

## Riconoscimenti
Per la sua interpretazione, Anna Faris ha ricevuto una nomination per la miglior performance comica agli MTV Movie Awards 2009.

## Edizione italiana
Per questioni di comicità e immediatezza, alcuni dialoghi della versione italiana sono stati modificati rispetto alla versione originale:
- nella versione originale Lilly (Kiely Williams) è una studentessa britannica che si è trasferita negli Stati Uniti; a causa del suo forte accento britannico non ama parlare in pubblico, ed è molto timida. Nella scena del film in cui parla per la prima volta, Carrie Mae (Dana Goodman) le dice sconvolta: «E sei inglese?»; nella versione italiana, in cui Lilly non ha un accento britannico, le chiede: «Urli sempre così?»;
- in un altro punto del film, durante il secondo appuntamento tra Shelley e Oliver, quest'ultimo chiede alla ragazza chi vorrebbe votare per le prossime elezioni politiche. Lei fraintende, e nella versione originale Shelley si riferisce al talent show American Idol, nominando i giudici Simon Cowell, Paula Abdul e Randy Jackson; nella versione italiana dice invece che non voterebbe mai il "pizzaiolo", riferendosi al reality show Grande Fratello.